# Santiago Buitrago
Santiago Buitrago Sánchez (ur. 26 września 1999 w Bogocie) – kolumbijski kolarz szosowy.

## Osiągnięcia
Opracowano na podstawie:

2021
- 1. miejsce w klasyfikacji górskiej Settimana Ciclistica Italiana
- 3. miejsce w Circuito de Getxo

2022
- 2. miejsce w Saudi Tour
  - 1. miejsce na 2. etapie
- 1. miejsce na 17. etapie Giro d’Italia
- 1. miejsce na 1. etapie Vuelta a Burgos

2023
- 3. miejsce w Saudi Tour
  - 1. miejsce w klasyfikacji młodzieżowej
- 3. miejsce w Vuelta a Andalucía
- 3. miejsce w Liège-Bastogne-Liège
- 1. miejsce na 19. etapie Giro d’Italia

## Rankingi
| Rok              | 2019  | 2020 | 2021 | 2022 | 2023 | 2024 |
| ---------------- | ----- | ---- | ---- | ---- | ---- | ---- |
| World Ranking    | 2248. | 596. | 327. | 150. | 45.  | 75.  |
| UCI America Tour | 351.  | 43.  | 28.  | 14.  | 4.   | 10.  |
|                  |       |      |      |      |      |      |
| Źródło: UCI      |       |      |      |      |      |      |